# البرة
البَرَّة قرية بالمملكة العربية السعودية شمال غرب الرياض بحوالي 100كم تتبع محافظة حريملاء. تقع على مقربة من طريق الرياض - الطايف القديم ولها طريق اخر من جهة بلدة (رغبة) التي تبعد عنها 30 كم.

## تاريخها
اسمها مشتق من البر وهو الخير والصلاح وقد ورد في كتب التاريخ ان الشاعر يحيى بن طالب الحنفي المتوفى 180هـ كان يسكن البرة والثرماني تحديدا حيث يقول:
خليليّ عوجا بارك الله فيكما ... على البَرَّة العليا صدور الركائب
و يذكر سادلير بعد سقوط الدرعية 1819م: مررت بالبَرَّة فوجدت أسوار البلدة مهدمة وليس بها ساكن ذلك لأن الأهالي لجأوا مؤقتا إلى جبل طويق لحماية أنفسهم من العساكر التركية التي كانت تهدم اسوار البلدان في طريقها لكي لا يتحصن بها المؤيدون للدعوة الوهابية. وفيها وقعت المعركة بين سعود وعبد الله أبناء الإمام فيصل بن تركي رحمهم الله المعروفة بوقعة البرة عام 1288هـ.

## مرافق
يوجد بها مركز(فئة ب) وتشملها جميع الخدمات العامة كالطرق، الكهرباء، الهاتف، شبكة المياه المحلاة، مكتب البريد، مركز صحي ومدرسة ابتدائى ومتوسط للبنين والبنات ومحطة بنزين بملحقاتها تابعة لجمعية البرة التعاونية وتقام الجمعة في مسجدين احدهما في البلدة القديمة والأخر بالمخطط البلدي الجديد.